# Stadion aan de Broodstraat
Stadion aan de Broodstraat – nieistniejący już stadion w Antwerpii, w Belgii, na którym swoje mecze w latach 1908–1923 rozgrywali piłkarze klubu Royal Antwerp FC. Obiekt gościł także spotkania piłkarskie podczas Igrzysk Olimpijskich 1920.
Do czasu powstania nowego obiektu przy Broodstraat piłkarze Royal Antwerp FC musieli swoje spotkania rozgrywać na wynajmowanych boiskach (ostatnim przed przeprowadzką był obiekt przy Kruisstraat użytkowany w latach 1903–1908). Stadion przy Broodstraat był pierwszym, którego właścicielem był klub. Teren pod nowy obiekt przy Broodstraat (obecnie okolice Jan Denucéstraat) wykupiono w 1908 roku i jeszcze tego samego roku zorganizowano na nim pierwszy mecz. Na otwarcie 27 września 1908 roku gospodarze przegrali w meczu sparingowym ze Spartą Rotterdam 0:1. W latach 1909–1910 rozbudowano obiekt, m.in. powstała wówczas trybuna główna na 350 widzów (dalsze 5000 osób mecze obserwować mogło na miejscach stojących wokół całego stadionu). W 1920 roku stadion był jedną z aren turnieju piłkarskiego na Igrzyskach Olimpijskich 1920 (rozegrano na nim cztery spotkania turnieju). Ponadto na obiekcie dwa spotkania towarzyskie rozegrała piłkarska reprezentacja Belgii: 20 lutego 1912 roku pokonała Szwajcarię 9:2, a 23 listopada 1913 roku wygrała z Niemcami 6:2. Po I wojnie światowej rosnące zainteresowanie meczami Royal Antwerp FC skłoniło klub do budowy nowego obiektu, Bosuilstadion, który został otwarty 1 listopada 1923 roku. Po stadionie przy Broodstraat nie pozostał natomiast do dziś już żaden ślad.